# Bartolomé Ceretti
Bartolomé Ceretti (o Cerretti) fue un marino que combatió en la Guerra de Independencia Argentina, brevemente en las guerras civiles argentinas, y en la Guerra del Brasil, donde murió heroicamente en el ataque a la Colonia del Sacramento (1826).

## Biografía
Bartolomé Ceretti nació en Génova, Italia, a mediados del siglo XVIII y llegó a Buenos Aires antes del estallido de la Revolución de Mayo.
Se embarcó como guardia en la goleta Invencible, nave insignia del coronel Juan Bautista Azopardo, comandante de la primera escuadra patriota, participando del combate de San Nicolás del 2 de marzo de 1811.
Con el grado de subteniente estuvo al mando del Falucho N° 1 (o de Fuerza) entre enero y diciembre de 1812 y de la balandra América en 1813.

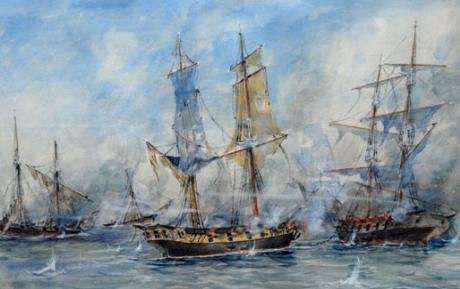
Combate de San Nicolás.

Formó también parte de la segunda escuadra revolucionaria comandada por Guillermo Brown y en la Campaña Naval de 1814 fue incorporado a la sumaca Santísima Trinidad, nave insignia de Tomás Nother, comandante de la escuadrilla sutil responsable de perseguir al capitán realista Jacinto de Romarate tras su derrota en el combate de Martín García. Allí se desempeñó como carpintero y maestro de navegación, y finalmente como teniente 2.º.
En esa misión participó del combate de Arroyo de la China, en el que fue muerto su comandante con el costado atravesado por una metralla de 4 onzas. Habiendo muerto también el teniente David Smith, el segundo de la Trinidad, se hizo cargo del comando Bartolomé Ceretti hasta que siendo herido lo asumió el subteniente Nicolás Jorge.
Asistió luego con el grado de teniente graduado y a las órdenes de Guillermo Brown al sitio y caída de Montevideo en junio de ese año.
Fue luego nombrado comandante del bergantín Belén hasta que en los últimos meses de 1815 fue puesto al frente del bergantín 25 de Mayo (Paraná).
En 1816 fue ascendido a capitán y se desempeñó como comandante del Arsenal de Barracas y de la 25 de Mayo, cargos que ejerció hasta 1818. Entre enero y mayo de 1819 estuvo nuevamente al frente del Belén. En 1820 se desempeñó brevemente al mando del Lanchón N° 8 y fue ascendido a sargento mayor. Ese año participó de la asonada del 26 de marzo encabezada por Carlos María de Alvear. Volvió a comandar el 25 de Mayo hasta 1821 y el Belén entre marzo y abril de 1822. Pese a la reforma militar dispuesta por Bernardino Rivadavia en ese último año, en mayo continuaba aún al frente del Arsenal.
Tras pasar a retiro en 1825 Ceretti, a pesar de su avanzada edad y tener muy buen nivel económico, volvió al servicio activo para participar en la Guerra del Brasil. Recibió el mando del bergantín General Balcarce con el que participó del combate de Punta Colares del 9 de febrero de 1826.
A fines de ese mes, Brown llevó su pequeña escuadra frente a Colonia del Sacramento. Con su buque insignia, la fragata 25 de Mayo, el 26 de febrero de 1826 intentó penetrar en el puerto cuando bajaban las aguas, pero encalló en las lajas de San Gabriel. Ceretti acudió en su ayuda bajo el fuego de metralla del Fuerte de Santa Rita, cuando una de sus descargas lo mató.
Las exequias tuvieron lugar el 1 de marzo en el Templo de San Francisco de Buenos Aires.
Una calle de Parque Chas en Buenos Aires lleva su nombre por Ordenanza del 28 de octubre de 1904 al igual que una plaza y calle de la localidad de Almirante Brown (Buenos Aires).

## Homenajes
La roca Cerretti,del archipiélago de las Sandwich del Sur, recuerda su memoria.
Una calle del barrio de Villa Urquiza en la ciudad de Buenos Aires lleva el nombre Ceretti en su homenaje.
Una calle en el Partido de Almirante Brown en la localidad de Adrogué lleva el nombre de Bartolomé Cerreti en su homenaje